# Arez (Rio Grande do Norte)
Arez é um município brasileiro do estado do Rio Grande do Norte. Conforme estimativa do IBGE de 2024, sua população é de 13.657 habitantes. Área territorial de 115,4 km².

## Geografia
Distante 61 km da capital do estado, Natal, Arez ocupa uma área de 115,407 km² (0,2185% da superfície estadual), dos quais 1,264 km² constituem a área urbana. Tem como limites Nísia Floresta e São José de Mipibu a norte; Goianinha e Tibau do Sul a sul; Senador Georgino Avelino e Tibau do Sul a leste e, a oeste, São José de Mipibu e Goianinha. Arez pertence à região geográfica imediata de Canguaretama e à região intermediária de Natal, conforme a atual divisão territorial regional do Brasil, vigente desde 2017, quando até então fazia parte da microrregião do Litoral Sul e mesorregião do Leste Potiguar, que vigoravam desde 1989.
O relevo de Arez é baixo e relativamente plano, com altitudes abaixo dos cem metros, e inserido nos tabuleiros costeiros ou planaltos rebaixados, estando os vales dos rios nas planícies fluviais, que inundam nos períodos de cheia. A geologia é marcada pela existência de rochas do Grupo Barreiras, do período Terciário Superior, cobertos por areia e paraconglomerados de quartzo e sílex, formando as paleocascalheiras. Cortado pelos rios Baldum e Jacu, Arez possui 53,84% do seu território na bacia hidrográfica do rio Trairi e os 46,16% na bacia do rio Jacu. A leste, onde ficam as localidades de Camocim e Patané, localiza-se a Lagoa de Guaraíras, parte do Complexo Lagunar de Bonfim e Papeba-Guaraíras, que por sua vez integra a Área de Proteção Ambiental de Bonfim-Guaraíras, criada por decreto estadual em 22 de março de 1999, da qual fazem parte Arez e outros cinco municípios, cobrindo um total de mais de 42 mil hectares de área.
Os solos do município são profundos, lixiviados e altamente permeáveis, com boa capacidade de reter água, porém muito pobres em nutrientes e, portanto, pouco férteis, havendo a predominância a areia quartzosa distrófica e dos latossolos, que se diferenciam por sua textura. O primeiro, como indica o nome, é arenoso, enquanto o segundo apresenta textura média, com concentrações equilibradas de areia e argila. Também existem os solos indiscriminados de mangue e os solos litólicos, este último chamado de neossolo na nova classificação brasileira de solos, tal como a areia quartzosa. Esses solos são cobertos pela Mata Atlântica, que apresenta na forma de floresta subperenifólia, verde durante todo o ano. No entorno da Lagoa das Guaraíras estão os manguezais, um ecossistema de transição entre os biomas terrestre e marinho.
O clima, por sua vez, é tropical chuvoso, com chuvas concentradas no período de março a julho. De acordo com dados da Empresa de Pesquisa Agropecuária do Rio Grande do Norte (EMPARN), referentes ao período de 2004 a 2016 e a partir de 2020, o maior acumulado de chuva em 24 horas registrado em Arez atingiu 190 mm em 4 de setembro de 2013, seguido por 186,6 mm em 13 de abril de 2011 e 163,5 mm em 8 de abril de 2008. Junho de 2007, com 539 mm, foi o mês mais chuvoso da série histórica.
| Dados climatológicos para Arez (2004-2016) | Dados climatológicos para Arez (2004-2016) | Dados climatológicos para Arez (2004-2016) | Dados climatológicos para Arez (2004-2016) | Dados climatológicos para Arez (2004-2016) | Dados climatológicos para Arez (2004-2016) | Dados climatológicos para Arez (2004-2016) | Dados climatológicos para Arez (2004-2016) | Dados climatológicos para Arez (2004-2016) | Dados climatológicos para Arez (2004-2016) | Dados climatológicos para Arez (2004-2016) | Dados climatológicos para Arez (2004-2016) | Dados climatológicos para Arez (2004-2016) | Dados climatológicos para Arez (2004-2016) |
| Mês                                        | Jan                                        | Fev                                        | Mar                                        | Abr                                        | Mai                                        | Jun                                        | Jul                                        | Ago                                        | Set                                        | Out                                        | Nov                                        | Dez                                        | Ano                                        |
| ------------------------------------------ | ------------------------------------------ | ------------------------------------------ | ------------------------------------------ | ------------------------------------------ | ------------------------------------------ | ------------------------------------------ | ------------------------------------------ | ------------------------------------------ | ------------------------------------------ | ------------------------------------------ | ------------------------------------------ | ------------------------------------------ | ------------------------------------------ |
| Precipitação (mm)                          | 70,6                                       | 88,5                                       | 145,1                                      | 205,5                                      | 219                                        | 283,2                                      | 171,8                                      | 96,7                                       | 52,3                                       | 13,4                                       | 11,8                                       | 11,2                                       | 1 369,1                                    |